# Coupe de Tunisie de football 1933-1934
Navigation
Coupe de Tunisie 1932-1933 Coupe de Tunisie 1934-1935
La Coupe de Tunisie de football 1933-1934 est la 10e édition de la coupe de Tunisie, une compétition à élimination directe mettant aux prises l’ensemble des clubs évoluant en Tunisie et engagés dans cette épreuve.
Elle est organisée par la Ligue de Tunisie de football (LTFA).

## Résultats

### Premier tour éliminatoire
- Joyeuse union - Kram olympique : 2 - 1
- Union sportive de Bou Argoub - Espoir sportif tunisien : 2 - 1
- Espérance sportive - Club africain : 3 - 2
- Racing Club de Tunis - Aquila de Radès : 6 - 0
- Patriote de Sousse - Étoile sportive du Sahel : 5 - 2
- Red Star de Sousse bat Stade kairouanais
- Jeunesse sportive sfaxienne - Caprera de Sfax : 2 - 0
- Club sportif gabésien bat Étoile sportive gabésienne
- Sfax olympique - Club tunisien : 3 - 0
- Union sportive béjoise  - Union sportive souk-arbienne : 3 - 1
- Sporting Club de Tunis - Savoia de La Goulette : 4 - 2
- Club sportif des cheminots  - Avant-garde de Tunis :  2 - 0
- Club athlétique bizertin - Patrie Football Club bizertin : 2 - 0
- Audace de Bizerte bat Espérance de Mateur

### Deuxième tour
- Union goulettoise -  Union sportive de Bou Argoub  : 4 - 1
- Italia de Tunis - Racing Club de Tunis : 5 - 1
- Audace de Bizerte - Club athlétique bizertin : 1 - 0
- Vaillante-Sporting Club de Ferryville - Tricolores Tinja Sport : 3 - 0
- Maccabi de Sousse - Savoia de Sousse : 2 - 0
- Red Star de Sousse - Patriote de Sousse : 3 - 1
- Sfax railway sport - Sfax olympique : 0 - 0 puis 3 - 0
- Jeunesse sportive sfaxienne - Club sportif gabésien : 4 - 2
- Stade gaulois - Jeunesse de Hammam Lif : 6 - 3

### Huitièmes de finale
| Équipe 1                              | Équipe 2                   | Score 90' |
| Union goulettoise                     | Red Star de Sousse         | 4 - 1     |
| Union sportive tunisienne             | Sfax railway sport         | 6 - 1     |
| Vaillante-Sporting Club de Ferryville | Maccabi de Sousse          | 7 - 0     |
| Italia de Tunis                       | Audace de Bizerte          | 6 - 1     |
| Sporting Club de Tunis                | Espérance sportive         | 2 - 1     |
| Métlaoui Sport                        | Joyeuse union              | 4 - 1     |
| Jeunesse sportive sfaxienne           | Union sportive béjoise     | 2 - 1     |
| Stade gaulois                         | Club sportif des cheminots | 3 - 0     |

### Quarts de finale
| Équipe 1                              | Équipe 2                    | Score 90' |
| Italia de Tunis                       | Stade gaulois               | 4 - 2     |
| Vaillante-Sporting Club de Ferryville | Red Star de Sousse          | 4 - 1     |
| Sporting Club de Tunis                | Métlaoui Sport              | 2 - 0     |
| Union sportive tunisienne             | Jeunesse sportive sfaxienne | 2 - 1     |

### Demi-finales
| Équipe 1                              | Équipe 2               | Score 90' |
| Union sportive tunisienne             | Sporting Club de Tunis | 4 - 2     |
| Vaillante-Sporting Club de Ferryville | Stade gaulois          | 5 - 2     |

### Finale
| Date         | Équipe 1                  | Équipe 2                              | Score 90' |
| 17 juin 1934 | Union sportive tunisienne | Vaillante-Sporting Club de Ferryville | 1 - 1     |
| 17 juin 1934 | Union sportive tunisienne | Vaillante-Sporting Club de Ferryville | 2 - 1     |

## Source
- La Dépêche tunisienne, rubrique « Sports », 1933-1934